# Cécile Argiolas
Cécile Argiolas est une escrimeuse (sabreuse) française née le 6 juillet 1976 à Toulouse.

## Biographie
Cécile Argiolas a débuté l'escrime en pratiquant le fleuret à Blagnac en banlieue toulousaine, avec le maître Escaré. Elle y progresse jusqu'à intégrer le Pôle France fleuret féminin de Wattignies dans le Nord, entraînée par le maître Bourdageau (entraîneur national).
Voulant relancer sa carrière de haut niveau, elle mise sur l'officialisation du sabre féminin,. Après avoir gagné quatre titres nationaux par équipes avec son nouveau club de Ramonville et la participation au circuit mondial de la coupe du monde de sabre féminin, elle rejoint le Pôle France de Châtenay-Malabry. Elle y retrouve ses amies d'enfance et/ou de club : Magali Carrier, Pascale Vignaux, Anne-Lise Touya. Elle est alors entraînée par le maître Pierre Guichot (entraîneur national). 
Elle quitte le Pôle France en 2007 et rejoint l'US Métro, où elle est entraînée par Hervé Bidard.
Cécile Argiolas est la première tireuse à remporter le titre de championne de France de sabre féminin. Elle fait partie des trois Françaises à participer au premier tournoi de sabre féminin aux Jeux olympiques, en 2004, avec Anne-Lise Touya et Léonore Perrus.
En parallèle de sa carrière sportive, elle passe le concours de fonctionnaire de police,.

## Palmarès
- Championnats du monde d'escrime
  -  Médaille d'or de sabre par équipes en 2007 à Saint-Pétersbourg.
  -  Médaille d'or de sabre par équipes en 2006 à Turin.
  -  Médaillée d'argent de sabre par équipes en 1999
  -  Médaillée de bronze de sabre par équipes en 2000
- Championnat d'Europe
  -  Médaillée d'or en individuel en 2002
  -  Médaillée d'argent en individuel en 1999
- Coupe du monde d'escrime
  - Vainqueur de 3 épreuves de Coupe du monde (Budapest, Foggia, Orléans) en 2003
- Championnats de France
  -  Championne de France individuels en 1999
  -  Championne de France individuels en 2003
  -  Championne de France individuels en 2007